# Camarosporium
Camarosporium Schulzer, 1870 è un genere di funghi ascomiceti. Comprende diverse specie parassite di piante.

## Specie
(elenco incompleto)
- Camarosporium capparis
- Camarosporium dalmaticum
- Camarosporium elaeagni
- Camarosporium eucalypti
- Camarosporium pini
- Camarosporium quercus
- Camarosporium robiniae
- Camarosporium rosae
- Camarosporium rubicola
- Camarosporium syringae
- Camarosporium tamaricis
- Camarosporium tiliae